# 苏州北站
苏州北站是中国江苏省苏州市的一个铁路客运车站，位于相城区苏州高铁新城南天成路以北、澄阳路以西，与苏州站直线距离约10.5公里，有京沪高速铁路经过本站。2011年开通服务，建设中的通苏嘉甬铁路也将接入本站。苏州轨道交通2号线、苏州轨道交通7号线、苏州轨道交通10号线在该站设有站点高铁苏州北站。
本站设计为高架站台，旅客进出站采用下进下出形式，站房平均聚集人数约为3000人。2015年下半年开始，苏州北站建成仅四年多就开始计划候车区扩建，引发对当初规划过于短视的质疑。2021年4月起当地政府在既有南进站口外新建1992.51平方米的临时站房，9月30日投入使用。新建南站房投用后，北进站口随即进入改造。
车站计划利用通苏嘉甬铁路相关工程在既有车站北侧建设苏州北站综合枢纽。苏州北站扩建后将与上海虹桥站共同承担长三角客运中心功能。改扩建后的苏州北站站场规模10台24线。其中京沪高铁场2台6线，通甬高铁场4台10线，城际场（如通苏湖城际铁路）4台8线，新建部分站房建筑面积约17万平方米，并建设塘河动车所。扩建工程于2025年2月24日开工，计划2027年底与通甬高铁同步投入运营。

## 车站结构

### 南站房
苏州北站站房采用线下式，总长450米，总宽97.9米，建筑面积8990平方米。站房设计采用了苏州檀香扇的元素，结构形式为空间钢桁架，耐火等级二级，屋面防水等级Ⅱ级。车站设有两南北处售票处，每个售票处均设有4个人工售票窗口；而原南售票厅设9台自动售票售票机，北售票厅设7台自动售票机。2021年1月起，售票服务合并至候车室内的服务台进行。车站候车室面积4200平方米，设400张旅客候车座椅，4个进站检票口：A1、B1检票口连接往南京南方向的1、2站台，其中A2、B2检票口连接往上海虹桥方向的3、4站台。出站口位于售票厅东侧，设9个出站通道。
2021年9月启用的南候车室面积1992.51平方米，包括商务座候车区、“苏馨”雷锋服务台、重点旅客候车区等区域。
- 车站候车室
- 2021年9月启用的南候车室
- “苏馨”雷锋服务台
- 重点旅客候车区
- A1检票口（现为北上非进京列车专用）
- B1检票口（现为进京列车专用）
- A2检票口（上海虹桥方向，仅限高峰期启用）
- B2检票口（上海虹桥方向）

### 新建站房
苏州北站新建站房建筑面积约17万平方米，外立面设计以“水漾姑苏、环秀飞虹”为理念，融入水波浪的形状的屋面。站房南北侧设有两个“光谷”，其中南光谷连接即有站房，北光谷设有空中环廊及观景退台。新建站房地上四层、地下三层，地上主体自上至下分别为高架候车层、国铁站台层、国铁出站层、城市地面层，局部设置夹层；地下主体主要为地铁换乘站厅、地铁站台、城市通廊及配套社会停车场。

### 月台配置
车站站台位于高架二层丹昆特大桥上，设2站台6线：其中正线2条，到发线4条，站台为双岛式。站台长450m，站台宽12m，站台面绝对高程为17.28m。站台雨棚使用无柱雨棚，覆盖面积为18848平方米，站房屋盖雨棚屋面投影面积为8138平方米。
| 北↑ | 高空 |                                  |  |
| 5道 | 4    | 东→ 往上海虹桥方向               |  |
|     | 岛式 |                                  |  |
| 3道 | 3    | 东→ 往上海虹桥方向               |  |
| 1道 | 无   | 京沪高速铁路下行往上海虹桥站方向 |  |
| 2道 | 无   | 京沪高速铁路上行往北京南站方向   |  |
| 4道 | 2    | ←西 往南京南・济南西・北京南方向 |  |
|     | 岛式 |                                  |  |
| 6道 | 1    | ←西 往南京南・济南西・北京南方向 |  |
| 南↓ | 高空 |                                  |  |

## 经停列车
2018年7月1日调图后，苏州北站现有图定列车133列次停靠。2019年1月28日，由苏州北站开往汉口站的D4210次临时旅客列车成为苏州北站建站8年来开出的首趟始发旅客列车。2021年6月25日实施新的列车运行图后，原先由上海虹桥站开往北京南站的G4次列车改在苏州北站始发，成为苏州北站首趟始发进京列车。2025年7月1日起，G4次列车改由昆山南站始发。

## 交通
苏州北站通过相城大道、太阳路（312国道）、澄阳路疏解，连接相城区各片区及主要高速、快速路出入口。
2020年当地政府利用524国道建成快速高架路，称为高铁快速路，纵贯相城区辖区内元和街道、高铁新城、渭塘镇、太平街道、阳澄湖镇等片区，向南连接苏州老城区，并向北连接常熟市。

### 轨道交通
苏州轨道交通2号线的高铁苏州北站位于本站地下。另外在建中的轨道交通7号线，以及在建中的轨道交通10号线也将通过本站。

### 公交
目前本站有19条公交线路，具体如下：

| 京沪高铁苏州北站    | 京沪高铁苏州北站     | 京沪高铁苏州北站 | 京沪高铁苏州北站       | 京沪高铁苏州北站                           |
| 编号                | 路线                 | 路线             | 路线                   | 备注                                       |
| ------------------- | -------------------- | ---------------- | ---------------------- | ------------------------------------------ |
| 3                   | 联平路首末站         | →                | 汽车南站               |                                            |
| 3                   | 联平路首末站         | ←                | 汽车南站公交换乘枢纽   |                                            |
| 83苏州              | （苏州）联平路首末站 | ⇆                | （无锡）荡口古镇东大门 |                                            |
| 83区间              | 北桥                 | ⇆                | 联平路首末站           | 经朱泾村                                   |
| 84                  | 联平路首末站         | ⇆                | 沙家浜景区             | 定时班车                                   |
| 811                 | 联平路首末站         | ↺                | 接驾桥西               |                                            |
| 813                 | 联平路首末站         | ⇆                | 沪宁城铁新区站         |                                            |
| 823                 | 黄埭首末站           | ⇆                | 联平路首末站           | 定时班车；经春申路孙家桥、3E产业园、朱泾村 |
| 824                 | 黄埭首末站           | ⇆                | 联平路首末站           | 定时班车；经韩渡桥、倪汇西、施家浜         |
| 866                 | 沺泾                 | ⇆                | 联平路首末站           |                                            |
| 871                 | 联平路首末站         | ⇆                | 常盛                   | 原 711（第一代）                           |
| 873                 | 宅郎村               | ⇆                | 京沪高铁苏州北站       | 定时班车；原 713（第一代）                 |
| 877                 | 京沪高铁苏州北站     | ⇆                | 苏安首末站             | 原 77                                      |
| 快线7号             | 2.5产业园北          | →                | 京沪高铁苏州北站       | 原 139                                     |
| 快线7号             | 凤凰城首末站         | ←                | 京沪高铁苏州北站       | 原 139                                     |
| 夜4                 | 京沪高铁苏州北站     | ⇆                | 苏州站北广场公交枢纽   |                                            |
| 夜7                 | 京沪高铁苏州北站     | ⇆                | 北桥                   | 大站快线；经骑河村                         |
| 夜9                 | 济民塘大桥公交停车场 | ⇆                | 京沪高铁苏州北站       | 866 夜班大站快线                           |
| 苏州北站—珍珠宝石城 | 京沪高铁苏州北站     | ⇆                | 中国珍珠宝石城         | 定时班车                                   |
| 苏州北站—中汽零大厦 | 京沪高铁苏州北站     | ⇆                | 爱格豪路东             | 定时班车                                   |

| 高铁苏州北站东 | 高铁苏州北站东 | 高铁苏州北站东 | 高铁苏州北站东     | 高铁苏州北站东 |
| 编号           | 路线           | 路线           | 路线               | 备注           |
| -------------- | -------------- | -------------- | ------------------ | -------------- |
| 832            | 北桥首末站     | ⇆              | 嘉元路齐门北大街东 |                |

### 出租车
等候区位于南广场西侧。